# شورلین
شورلین (به عربی: شورلین) یک روستا در سوریه است که در ناحیه کفرنبل واقع شده‌است. شورلین ۶۵۰ نفر جمعیت دارد.